# 알리치아 폰 리트베르크
알리치아 폰 리트베르크(독일어: Alicia Helena Valerie Gräfin von Rittberg, 1993년 12월 10일 ~ )는 독일의 배우이다.
리트베르크 백작가 출신으로 뮌헨에서 태어났다.
독일 영화와 텔레비전 시리즈에서 많은 역할을 한 후, 그녀는 영화 《퓨리》(2014)에서 엠마 역으로 짧은 역할로 독일 밖에서 주목을 받았다. 리트베르크는 2017년 밤비상을 받은 독일 TV 시리즈 《샤리테(Charité)》에서 아이다 렌제 역으로 주연을 맡았다. 2022년, 그녀는 역사 드라마 《엘리자베스 되기(Becoming Elizabeth)》에서 엘리자베스 튜더 역으로 주연을 맡았다.

## 출연 작품

### 영화
- 힌덴부르크
- 퓨리
- 트레이터(우리들의 반역자)
- 벌룬

### 드라마
- 샤리테(Charité)
- 엘리자베스 되기(Becoming Elizabeth)